# بریتانیایی‌ها
مردم بریتانیا یا بریتانیایی (به انگلیسی: British people) یا بریتون‌ها (به انگلیسی: Britons) شهروندان و زادگان بریتانیا، جزیره من، هر کدام از جزایر مانش یا هر قلمرو خارجی بریتانیا می‌باشند. قانون ملیت بریتانیا شهروندی و ملیت بریتانیایی را مدیریت می‌کند، طبق آن بریتانیایی باید یا در بریتانیا متولد شده باشد یا زادهٔ بریتانیایی باشد. مردم بریتانیا دارای گوناگونی زیاد و جامعه‌ای چندفرهنگی هستند، همچنین دارای لهجه، هویت و بیان محلی قوی می‌باشند. ساختار اجتماعی بریتانیا از سده نوزدهم با بزرگ شدن طبقه متوسط، افزایش گوناگونی قومی و کاهش ملاحظات دینی دچار تغییر شدیدی شده است. جمعیت بریتانیا در حدود ۶۱ میلیون نفر است و پراکندگی جمعیتی در استرالیا، کانادا، نیوزیلند و ایالات متحده دیده می‌شود.